# Walter Warnach
Walter Warnach (* 14. September 1910 in Metz (Lothringen); † 7. Juni 2000 in Köln)  war ein deutscher Philosoph, Lektor, Kunstkritiker, Übersetzer und Herausgeber, der seit 1960 bis zu seiner Emeritierung als Professor für Philosophie an der Kunstakademie Düsseldorf wirkte.

## Leben und Werk
Als Schüler hatte Walter Warnach Kontakte zu anarchistisch-kommunistischen Gruppen, wo er  Esperanto-Unterricht gab. In seiner Studienzeit (Philosophie Germanistik und Romanistik) in Bonn, München und Köln verkehrte er in der Kölner Dichter- und Künstler-Szene, wo er den Dichter Eugen Gottlob Winkler (1912–1936) kennenlernte, mit dem er bis zu dessen frühen Tode befreundet war. 1935/36 arbeitete er als Lektor im Auftrag der Deutschen Akademie in Montpellier, wo er mit Vertretern der späteren Renouveau catholique, sowie mit Jean Hugo und Jean Cocteau verkehrte. Nach der Rückkehr nach Köln begann seine rege philosophisch-theologische Auseinandersetzung mit Edith Stein bis zu ihrer Flucht in die Niederlande 1938. Im selben Jahr promovierte er bei Heinz Heimsoeth über das Thema Sein und Freiheit bei Maurice Blondel. 1941 bis 1945 leistete  er Wehrdienst an der Ostfront.
Nach dem Krieg lebte er lange Jahre als freier Schriftsteller, Übersetzer und Verlagslektor im Rheinland, verfasste Aufsätze und Vorträge zu philosophischen, literarischen und kunsttheoretischen Themen (u. a. in Zeitschriften wie Hochland, Merkur, Christ und Welt) und übersetzte aus dem Französischen (u. a. eine Auswahl der Pensées von Blaise Pascal und weitere philosophisch-theologische Werke). 1952 erschien – auch als Verarbeitung des Krieges –  seine Schrift Die Welt des Schmerzes. Darin formuliert er die Notwendigkeit einer „Absage an die Illusion, mit gleich welchen politischen Konzepten, die doch immer nur tiefer in die Kette der Vermittlungen zwingen, Abhilfe schaffen zu können, und das Eingeständnis unserer totalen Ratlosigkeit.“
Im Zentrum seiner zahlreichen Schriften standen Fragen wie die Ortsbestimmung des Dichters in der heutigen Zeit, der Sündenfall der modernen Welt, die babylonischen Gefangenschaft der Natur sowie die Wirklichkeit der Kunst in der heutigen Zeit. Er verfasste Beiträge zu Simone Weill, Charles Péguy, Edith Stein, Hugo von Hofmannsthal, Georges Bernanos, Heinrich Böll, Joseph Beuys und Eugen Gottlob Winkler.
Bereits seit 1946 arbeitete er als verantwortlicher Lektor im Fachbereich Philosophie/Theologie des Schwann/Patmos Verlags in Düsseldorf. Durch diese bis in die 1970er Jahre hineinreichende Tätigkeit hatte er großen Anteil an den theologisch-philosophischen Auseinandersetzungen jener Zeit, auch an den Debatten rund um das Zweite Vatikanische Konzil.
1960 gründete er mit Werner von Trott zu Solz, Heinrich Böll und HAP Grieshaber gemeinsam die Zeitschrift Labyrinth (1960–1962), die sich – angesichts der verbrecherischen deutschen Vergangenheit und des vorherrschenden Schweigens der Adenauerzeit – als Forum für eine lagerübergreifende geistige Erneuerung verstand. Von 1960 bis zu seiner Emeritierung 1975 lehrte er als Professor für Philosophie an der Staatlichen Kunstakademie Düsseldorf. In dieser Zeit pflegte er eine intensive philosophisch-ästhetische Auseinandersetzung sowie eine enge Freundschaft mit Joseph Beuys. 1982 erschienen Walter Warnachs gesammelte Schriften unter dem Titel Wege im Labyrinth – Schriften zur Zeit mit einem Vorwort von Heinrich Böll. In seiner Rezension schreibt Peter Hamm in der Zeit:

„Die Gründe für die Ignoranz gegenüber einem Mann wie Walter Warnach erscheinen mir ebenso rätselhaft wie symptomatisch; rätselhaft, weil Warnach einprägsame Formeln wie kein anderer für den Bewußtseinszustand der deutschen Nachkriegsgesellschaft gefunden hat – ich erwähne hier nur einmal die von der ‘Verlorenen Niederlage’ (die Warnach bereits 1955 konstatierte) und symptomatisch, weil eben gerade dies, was derartige Definitionen so genau festhalten, so genau kaum jemand wissen wollte.“

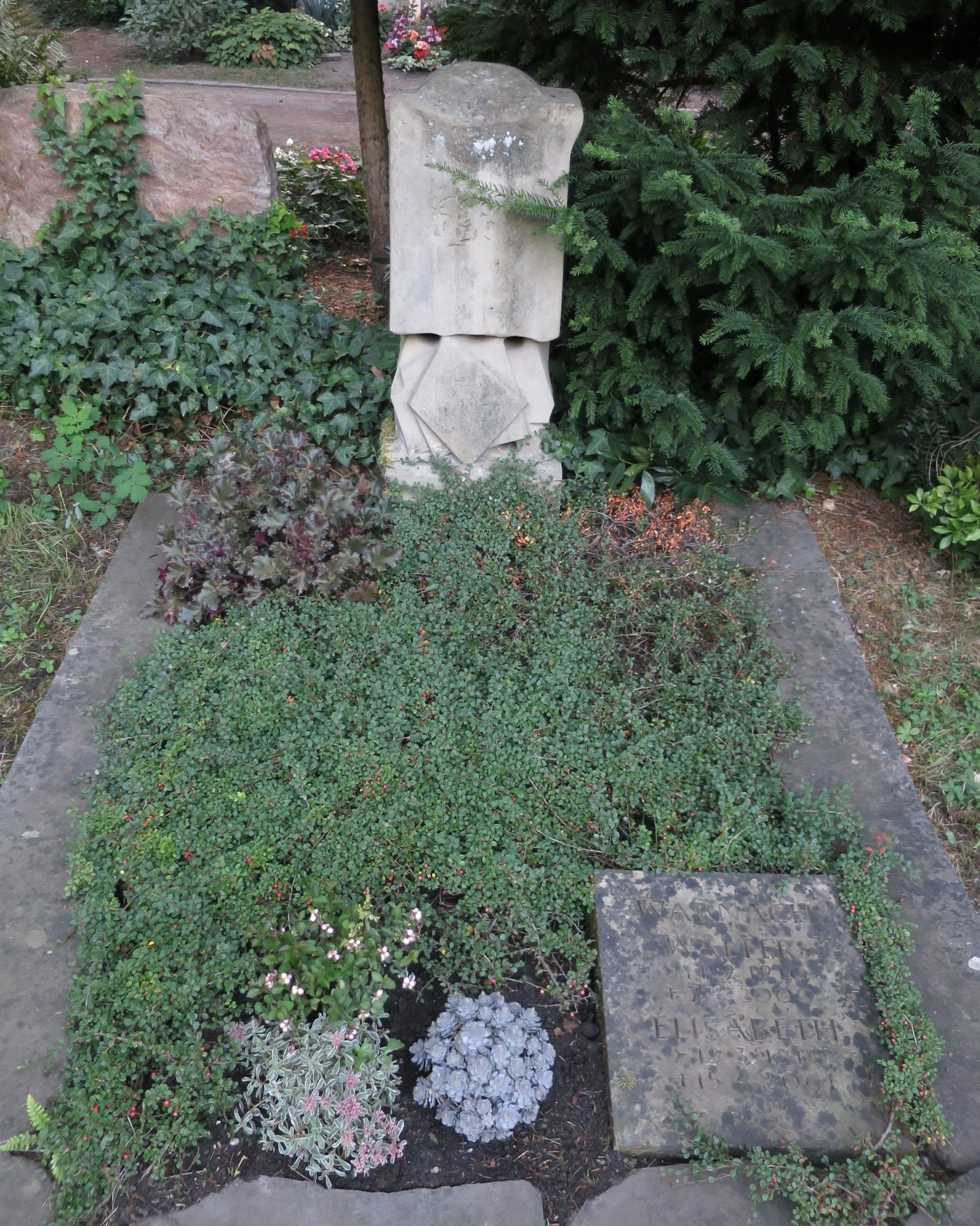
Grabstätte Warnach

Walter Warnach war verheiratet mit Elisabeth Warnach, geb. Hahn (1910–2001). Das Ehepaar hatte vier Kinder. Walter Warnach starb am 7. Juni 2000 nach langer Krankheit 89-jährig in Köln. Die Grabstätte der Eheleute befindet sich auf dem Friedhof Melaten (Flur 56). Die Skulptur schuf Günther Oellers.
Der Nachlass, der 2002 dem Historischen Archiv der Stadt Köln übergeben wurde, versammelte weitläufige Korrespondenzen, unveröffentlichte Schriften, Vorlesungen, die teils als Abschrift, teils nur als Manuskripte vorlagen, ferner Tagebücher über mehrere Jahrzehnte, darunter auch die Kriegstagebücher.
Seine umfangreiche Korrespondenz umfasste äußerst verschiedene Spektren des kulturellen Lebens, vor allem des Rheinlandes: zum einen philosophisch-theologische Korrespondenzen u. a. mit Karl Rahner, Heinrich Spaemann und Erich Przywara, außerdem mit malerischen Vertretern der abstrakten Moderne wie Georg Meistermann, Joseph Fassbender, Fritz Winter und Hann Trier, ferner mit  Heinrich Böll, Carl Schmitt, Joseph Beuys, Edith Stein, Albert Camus. Anhand der Korrespondenz lassen sich die Fäden von z. T. sehr gegensätzlichen geistigen Positionen der Nachkriegszeit verfolgen. Inwieweit der Nachlass nach dem Einsturz des Historischen Archivs der Stadt Köln im Jahre 2009 in absehbarer Zeit zumindest teilweise einer Öffentlichkeit wieder zugänglich sein wird, ist ungewiss.

## Ehrungen
Warnach wurde am 4. Mai 1987 mit dem Verdienstorden des Landes Nordrhein-Westfalen ausgezeichnet.

## Schriften

### Autor
- Die Idee einer realen Norm in der Seinslehre Maurice Blondels. Zum Problem von Sein und Freiheit (Diss. Univ. Köln 1938), Innsbruck (Rauch) o. J. (1939).
- Die Welt des Schmerzes, Pfullingen (Neske) 1952.
- Der Morgen. Weltliche Sequenz zu Ehren der heiligen Büßerin Maria Magdalena von der Sainte Baume, Pfullingen (Neske) 1954.
- Abstrakte Kunst als Zeitausdruck [Vortrag, gehalten auf den Salzburger Hochschulwochen 1953, veröffentlicht Salzburg 1953, Formulierung des Titels vom Direktorium der Salzb. Hochschulw.].
- Vom Bewusstsein in der Kunst, Staatliche Kunstakademie Düsseldorf 1962.
- Erich Przywara, Paul Schütz, Werner von Trott zu Solz, Warnach, Walter: Christ und Obrigkeit. Ein Dialog, Nürnberg, Glock und Lutz, 1962.
- Wege im Labyrinth. Schriften zur Zeit, hg. v. Karl-Dieter Ulke, mit einem Vorwort von Heinrich Böll und einer Editorischen Notiz von Karl-Dieter Ulke, Pfullingen (Neske) 1982.

### Herausgeber (eine Auswahl)
- Blaise Pascal: Eine Auswahl aus seinen Schriften von Walter Warnach, übers, v. W. Warnach, Düsseldorf (Schwann) 1947. Neuauflage: Düsseldorf/Köln (Dietrichs), 1962.
- Eugen Gottlob Winkler: Briefe 1932–1936, hg. v. Walter Warnach, Bad Salzig/Boppard a. Rh. (Rauch) 1949.
- Georges Bemanos: Vorhut der Christenheit. Eine Auswahl aus den polemischen Schriften, übers, u. m. e. Nachw. v. W. Warnach, Düsseldorf (Schwann) 1950.
- Jaques u. Rai’ssa Maritain: Situation der Poesie, übers, u. mit einem Nachw. v. W. Warnach, Düsseldorf (Schwann) 1950.
- Eugen Gottlob Winkler: Dichtungen. Gestalten und Probleme, Nachlaß, hg. v. Walter Warnach in Verb, mit Hermann Rinn u. Johannes Heitzmann, Pfullingen (Neske) 1956.
- Thukydides: Das Meliergespräch, übers, u. erläutert v. Clemens Ten Holder, hg. v. Walter Warnach, Düsseldorf (Schwann) 1956.

### Mitherausgeber
- Die Zeitschrift Labyrinth, Hefte 1–6 in 5 Heften, Hg. von Werner von Trott zu Solz in Zusammenarbeit mit Walter Warnach, Heinrich Böll und HAP Grieshaber, Stuttgart 1960–1962.